# 25924 Douglasadams
25924 Douglasadams è un asteroide della fascia principale. Scoperto nel 2001, presenta un'orbita caratterizzata da un semiasse maggiore pari a 2,4140549 au e da un'eccentricità di 0,1668057, inclinata di 1,72645° rispetto all'eclittica.
L'asteroide è dedicato allo scrittore britannico Douglas Adams. La scelta di dedicargli proprio questo asteroide fu indotta dalla designazione provvisoria assegnatagli (2001 DA42), che conteneva tre riferimenti riconducibili allo scrittore: l'anno della morte (2001), le iniziali (DA) e la risposta alla domanda fondamentale sulla vita, l'universo e tutto quanto (42), contenuta nella serie Guida galattica per gli autostoppisti che lo ha reso famoso.